# 伊吾
伊吾（いご、拼音：Yīwú）は、中国の漢代から唐代にかけて存在した歴史的地名。現在の中華人民共和国・新疆ウイグル自治区・クムル市にあたる。現在も伊吾県、伊吾鎮などでその名が残る。漢代は伊吾盧（いごろ）と呼ばれた。

## 歴史

### 前漢時代
秦・漢時代、この地には西戎が住んでおり、匈奴の勢力下にあった。しかし、漢の武帝（在位：前141年 - 前87年）が匈奴を破ると、代わって漢が西域を支配するようになる。
神爵3年（前59年）、宣帝（在位：前73年 - 前49年）は初めて西域都護を置き、鄭吉にそれを担当させた。
初元元年（前48年）、元帝（在位：前48年 - 前33年）は戊己校尉を置いて車師前王国で屯田させる。

### 後漢時代
永平16年（73年）、明帝（在位：57年 - 75年）は北匈奴を征伐して伊吾盧の地を取り、宜禾都尉を置いて屯田させた。しかし、永平18年（75年）に明帝が崩御すると、それに乗じて西域諸国が一斉蜂起したため、後漢は建初2年（77年）に屯田をやめて伊吾を放棄し、代わりにまた北匈奴が伊吾の地を占拠することとなる。
和帝の永元元年（89年）、大将軍の竇憲は北匈奴を大破。永元2年（90年）、竇憲は副校尉の閻槃に2千騎余りを率いさせて伊吾を奪い返させた。
元興元年（105年）、和帝が崩御すると、西域はまた反乱を起こした。安帝の永初元年（107年）になっても頻繁に西域都護の任尚，段禧らを攻囲するので、朝廷はその険遠をもって西域都護を廃止した。北匈奴はふたたび諸国を服属させて10余年間共に辺寇をなした。敦煌太守の曹宗はその暴害を患ったため、元初6年（119年）、安帝は行長史の索班を遣わし、千人余りで伊吾に駐屯させてこれを招撫し、反乱を鎮めた。
永建6年（131年）、順帝は永元の時のようにまた伊吾で屯田を開設し、伊吾司馬1人を置いた。
桓帝の元嘉元年（151年）、北匈奴の呼衍王が3千騎余りを率いて伊吾を寇したため、伊吾司馬の毛愷は吏兵500人を蒲類海の東に派遣して呼衍王と戦わせたが、ほとんどが戦死した。勝ちに乗った呼衍王は伊吾屯城を攻める。夏、敦煌太守の司馬達は敦煌，酒泉，張掖属国の吏士4千人余りを率い、伊吾を救うべく出塞して蒲類海に至ったが、それに気づいた呼衍王が立ち去ったため、漢軍は無功で還ることとなった。
やがて後漢末期の動乱（いわゆる三国時代）が始まると、後漢は西域を運営することができなくなったため、伊吾を始め西域を放棄することとなった。

### 魏晋南北朝時代
西晋時代は敦煌郡に属し、伊吾県が置かれた。しかし、西晋の支配も長くは続かず、五胡十六国時代から南北朝時代に至るまで伊吾の地には鄯善戎が居座ることとなる。

### 隋代
隋が南北を統一すると、漢の伊吾屯城の東に築城し、伊吾郡とした。
隋末、西域雑胡に占拠される。

### 唐代
隋末以来、伊吾は西突厥に臣従していたが、貞観4年（630年）になって、ソグド人の商人の石万年を中心として唐に内属したため、この地に西伊州が置かれ、貞観6年（632年）には「西」の字をとって伊州と改名された。
天宝元年（742年）、再び伊吾郡となる。
乾元元年（758年）、再び伊州となる。

## 伊州の領県
- 伊吾県
- 柔遠県
- 納職県

## 参考資料
- 『後漢書』西域伝
- 『晋書』志第四 地理上
- 『旧唐書』志第二十 地理三
- 『新唐書』志第三十 地理四、列伝第一百四十六下 西域下